# Kryoryctes
Kryoryctes is een geslacht van uitgestorven eierleggende zoogdieren uit de orde Monotremata. Kryoryctes leefde in het Vroeg-Krijt in het zuidelijke gedeelte van het Australische continent.

## Fossiele vondsten
De soort Kryoryctes cadburyi werd in 2005 beschreven op basis van een opperarmbeen uit de Eumeralla-formatie in Victoria. De vondst heeft een ouderdom van ongeveer 106 miljoen jaar. 

## Kenmerken
Kryoryctes had het formaat van een huiskat. De robuuste voorpoten hebben met name overeenkomsten met de bouw van de voorpoten bij mierenegels en wijzen er op dat Kryoryctes aangepast was aan graven. De dichte botstructuur daarentegen komt meer overeen met die van vogelbekdieren en wijst op een semi-aquatische leefwijze. De zware botten zorgden voor ballast bij het zwemmen en stelde Kryoryctes in staat te duiken op zoek naar voedsel.